# Bergischer HC
Bergischer HC er en tysk herrehåndboldklub fra byerne Wuppertal og Solingen, Tyskland. Klubben blev etableret i 2006 og ledes af præsidenten Jörg Föste. Hjemmekampene bliver spillet i Uni-Halle. Holdet spiller pr. 2020, i Bundesligaen.

## Aktuel trup

### Spillertruppen 2019-20
| Målvogter - 01 Christopher Rudeck - 12 Joonas Klama - 61 Tomáš Mrkva Venstre fløj - 21 Sebastian Damm - 32 Jeffrey Boomhouwer Højre fløj - 11 Arnór Þór Gunnarsson - 18 Yannick Fraatz Stregspiller - 05 Max Darj - 16 Rafael Baena - 23 Leoš Petrovský | Venstre back - 17 Daniel Fontaine - 20 Csaba Szücs - 22 Fabian Gutbrod Playmaker - 19 Tomáš Babák - 24 Linus Arnesson - 39 Lukas Stutzke Højre back - 13 Kristian Nippes - 14 Maciej Majdziński - 25 Ragnar Jóhannsson |